# Classic Christmas (Billy Gilman)
Classic Christmas è il secondo album in studio del cantante statunitense Billy Gilman, pubblicato il 17 ottobre 2000 dalla Epic.

## Tracce
1. White Christmas – 4:06
2. Warm & Fuzzy – 3:14
3. Winter Wonderland – 2:43
4. The Christmas Song – 4:01
5. There's a New Kid in Town – 4:13
6. Jingle Bell Rock – 2:15
7. Rockin' Around the Christmas Tree – 2:18
8. Angels We Have Heard on High – 2:54
9. Silent Night – 2:25
10. Away in a Manger – 2:36
11. Sleigh Ride (con Charlotte Church) – 2:30
12. O Holy Night – 3:56

## Classifiche
| Classifica (2000) | Posizione massima |
| ----------------- | ----------------- |
| Stati Uniti       | 42                |